# Lista monumentelor istorice din județul Sibiu - C

Simbol pentru monumentele istorice

Lista monumentelor istorice din județul Sibiu - C cuprinde monumentele istorice înscrise în Patrimoniul cultural național al României și aflate în localități ce încep cu litera C din județul Sibiu.
Lista completă este menținută și actualizată periodic de către Ministerul Culturii, Cultelor și Patrimoniului Național din România, prin intermediul Institutului Național al Patrimoniului, ultima versiune datând din 2015. Această listă cuprinde și actualizările ulterioare, realizate prin ordin al ministrului culturii.
| Cod LMI                                | Denumire                                                                               | Localitate                                 | Localizare | Datare, Creatori                               | Imagine               | Erori             |
| -------------------------------------- | -------------------------------------------------------------------------------------- | ------------------------------------------ | --- | ---------------------------------------------- | --------------------- | ----------------- |
| SB-I-s-B-11956 (RAN: 143744.01)        | Situl arheologic de la Cisnădie                                                        | oraș Cisnădie                              | „Cetatea” 45.70331°N 24.11232°E |                                                |                       | Raportează eroare |
| SB-I-m-B-11956.01 (RAN: 143744.01.02)  | Biserica romanică                                                                      | oraș Cisnădie                              | „Cetatea”, intravilan, sat Cisnădioara 45.70339°N 24.11234°E | Epoca medievală                                | Alte imagini          | Raportează eroare |
| SB-I-m-B-11956.02 (RAN: 143744.01.01)  | Așezare                                                                                | oraș Cisnădie                              | „Cetatea”, intravilan, sat Cisnădioara 45.70289°N 24.11218°E | Latène, Cultura geto-dacică                    |                       | Raportează eroare |
| SB-I-s-B-11957 (RAN: 143780.01)        | Situl arheologic de la Copșa Mică                                                      | oraș Copșa Mică                            | „Cetatea”, situat pe terasa Târnavei | sec. I a. Chr.-I p. Chr.                       | Încarcă foto \| video | Raportează eroare |
| SB-I-m-B-11957.01 (RAN: 143780.01.02)  | Așezare                                                                                | oraș Copșa Mică                            | „Cetatea”, situat pe terasa Târnavei | sec. I a. Chr.-I p. Chr.                       | Încarcă foto \| video | Raportează eroare |
| SB-I-m-B-11957.02 (RAN: 143780.01.01)  | Așezare                                                                                | oraș Copșa Mică                            | „Cetatea” | sec. I a. Chr.-I p. Chr., Cultura geto-dacică  | Încarcă foto \| video | Raportează eroare |
| SB-I-s-B-11953 (RAN: 145426.01)        | Situl arheologic de la Cașolț                                                          | sat Cașolț; comuna Roșia                   | „Pepinieră” și „Tăietură” |                                                | Încarcă foto \| video | Raportează eroare |
| SB-I-m-B-11953.01 (RAN: 145426.01.01)  | Așezare                                                                                | sat Cașolț; comuna Roșia                   | „Pepinieră” și „Tăietură”, între râul Valea Bradului și șoseaua Bradu - Cașolt, ca și pe Dealul lui Dan, de o parte și de alta a pârâului Highiului | sec. II - III p. Chr.                          | Încarcă foto \| video | Raportează eroare |
| SB-I-m-B-11953.02 (RAN: 145426.01.02)  | Necropolă                                                                              | sat Cașolț; comuna Roșia                   | „Pepinieră” și „Tăietură”, între râul Valea Bradului și șoseaua Bradu - Cașolt, ca și pe Dealul lui Dan, de o parte și de alta a pârâului Highiului | sec. II - III p. Chr.                          | Încarcă foto \| video | Raportează eroare |
| SB-I-s-B-11954 (RAN: 145426.02)        | Necropolă birituală                                                                    | sat Cașolț; comuna Roșia                   | „Trei Morminți” sau „La stejar” | Hallstatt                                      | Încarcă foto \| video | Raportează eroare |
| SB-I-s-B-11955 (RAN: 145426.03)        | Așezare                                                                                | sat Cașolț; comuna Roșia                   | „Poiana în pisc” | Neolitic, Cultura Petrești                     | Încarcă foto \| video | Raportează eroare |
| SB-I-s-B-11959 (RAN: 143496.02)        | Așezare rurală                                                                         | sat Cristian; comuna Cristian              | La E de sat, pe malul Cibinului | sec. II-III p. Chr.                            | Încarcă foto \| video | Raportează eroare |
| SB-II-a-A-12354                        | Ansamblul urban „Centrul istoric”                                                      | oraș Cisnădie                              | Str. Cindrelu de la nr. 42-45 inclusiv, până la Piața Revoluției, cu toate casele; str. Apărării, începând din Piața Revoluției până la nr. 6-7 inclusiv; str. Patrioților, până la intersecția cu pârâul Ursului, str. Pârâul Ursului inclusiv, latura de sud între str. Patrioților și Cetății; str. Cetății începând de la podul peste Pârâul Ursului (inclusiv casa de la nr. 10 și casa învecinată purtând anul 1832 pe pinion) până la intersecția cu str. Măgurii; str. Măgurii, începând din Piața Republicii până la nr. 52 inclusiv și casele din str. Băilor nr. 1, str. Lungă începând cu Piața Revoluției până la pârâul Argintului. 45.71311°N 24.15119°E | sec. XVIII - XIX                               | Alte imagini          | Raportează eroare |
| SB-II-a-A-12355 (RAN: 143744.02)       | Ansamblul bisericii evanghelice fortificate                                            | oraș Cisnădie                              | Str. Cetății 1-3 45.71277°N 24.15111°E | sec. XIII - XVIII                              | Alte imagini          | Raportează eroare |
| SB-II-m-A-12355.01 (RAN: 143744.02.02) | Biserica evanghelică                                                                   | oraș Cisnădie                              | Str. Cetății 1-3 | înc. sec. XIII, a doua jum. sec. XV, sec. XVII | Alte imagini          | Raportează eroare |
| SB-II-m-A-12355.02 (RAN: 143744.02.03) | Incintă fortificată interioară                                                         | oraș Cisnădie                              | Str. Cetății 1-3 45.71315°N 24.15135°E | 1430 - 1530                                    |                       | Raportează eroare |
| SB-II-m-A-12355.03 (RAN: 143744.02.01) | Incintă fortificată exterioară, cu turnuri, bastioane, capelă, zwinger, casă parohială | oraș Cisnădie                              | Str. Cetății 1-3 45.71259°N 24.15094°E | 1430 - 1530,1783                               |                       | Raportează eroare |
| SB-II-m-B-12356                        | Casă                                                                                   | oraș Cisnădie                              | Str. Măgurii 1 | sec. XVIII                                     | Încarcă foto \| video | Raportează eroare |
| SB-II-m-B-12357                        | Casă                                                                                   | oraș Cisnădie                              | Str. Măgurii 2 45.71288°N 24.1517°E | sec. XVIII                                     |                       | Raportează eroare |
| SB-II-a-B-12365                        | Ansamblul bisericii evanghelice fortificate                                            | oraș Copșa Mică                            | 98 | sec. XV, sec. XIX                              | Încarcă foto \| video | Raportează eroare |
| SB-II-m-B-12365.01                     | Biserica evanghelică                                                                   | oraș Copșa Mică                            | 98 | sec. XV, sec. XIX                              | Încarcă foto \| video | Raportează eroare |
| SB-II-m-B-12365.02                     | Zid de incintă cu turn-clopotniță                                                      | oraș Copșa Mică                            | 98 | 1764 (zid-incintă), 1854 (turn)                | Încarcă foto \| video | Raportează eroare |
| SB-II-a-A-12366                        | Ansamblul bisericii evanghelice S.P.                                                   | oraș Copșa Mică                            | Str. Mediașului 100 46.1125°N 24.2181°E | sec. XIII - XVIII                              | Alte imagini          | Raportează eroare |
| SB-II-m-A-12366.01                     | Biserica evanghelică                                                                   | oraș Copșa Mică                            | Str. Mediașului 100 | sec. XIII - XVIII                              | Alte imagini          | Raportează eroare |
| SB-II-m-A-12366.02                     | Zid-incintă                                                                            | oraș Copșa Mică                            | Str. Mediașului 100 | sec. XV - XVIII                                |                       | Raportează eroare |
| SB-II-a-B-12367 (RAN: 143780.02)       | Ansamblul bisericii romano-catolice „Înălțarea Domnului”                               | oraș Copșa Mică                            | Str. Mediașului 102 | sec. XVIII                                     | Alte imagini          | Raportează eroare |
| SB-II-m-B-12367.01 (RAN: 143780.02.01) | Biserica romano-catolică „Înălțarea Domnului”                                          | oraș Copșa Mică                            | Str. Mediașului 102 | sec. XVIII                                     | Alte imagini          | Raportează eroare |
| SB-II-m-B-12367.02 (RAN: 143780.02.02) | Zid-incintă                                                                            | oraș Copșa Mică                            | Str. Mediașului 102 | sec. XVIII                                     | Încarcă foto \| video | Raportează eroare |
| SB-II-m-B-20923.52                     | Linie ferată îngustă                                                                   | sat Cașolț; comuna Roșia                   | Între km 90+825-95+584 | 1898 - 1910                                    |                       | Raportează eroare |
| SB-II-m-B-20923.53                     | Stația Cașolț                                                                          | sat Cașolț; comuna Roșia                   | La km 91+787 | 1898 - 1910                                    | Încarcă foto \| video | Raportează eroare |
| SB-II-m-B-20923.54                     | Canton Cașolț                                                                          | sat Cașolț; comuna Roșia                   | La km 91+802 | 1898 - 1910                                    | Încarcă foto \| video | Raportează eroare |
| SB-II-m-B-20923.55                     | Podeț metalic - 3,95 m                                                                 | sat Cașolț; comuna Roșia                   | La km 91+906 | 1898 - 1910                                    | Încarcă foto \| video | Raportează eroare |
| SB-II-m-B-20923.56                     | Podeț dalat – 7 m                                                                      | sat Cașolț; comuna Roșia                   | La km 94+586 | 1898 - 1910                                    | Încarcă foto \| video | Raportează eroare |
| SB-II-m-A-12346                        | Casă (Ana Drotler)                                                                     | sat Cașolț; comuna Roșia                   | 120 | sec. XIX                                       | Încarcă foto \| video | Raportează eroare |
| SB-II-m-B-12347 (RAN: 145426.04)       | Casă                                                                                   | sat Cașolț; comuna Roșia                   | 224 | 1750                                           | Încarcă foto \| video | Raportează eroare |
| SB-II-a-A-12348                        | Ansamblul fostei mănăstiri cisterciene                                                 | sat Cârța; comuna Cârța                    | 111 45.79209°N 24.56889°E | sec. XIII, transf. sec. XV                     | Alte imagini          | Raportează eroare |
| SB-II-m-A-12348.01                     | Biserica evanghelică                                                                   | sat Cârța; comuna Cârța                    | 111 | sec. XIII, transf. sec. XV                     |                       | Raportează eroare |
| SB-II-m-A-12348.02                     | Fațada vestică a bisericii fostei mănăstiri                                            | sat Cârța; comuna Cârța                    | 111 | înc. sec. XIV - a doua jum. a sec. XV          |                       | Raportează eroare |
| SB-II-m-A-12348.03                     | Closter (parțial și în substrucțiile casei parohiale evanghelice)                      | sat Cârța; comuna Cârța                    | 111 | sec. XIII - XVI                                |                       | Raportează eroare |
| SB-II-m-B-12349                        | Casă                                                                                   | sat Cârța; comuna Cârța                    | 216 | 1827                                           | Încarcă foto \| video | Raportează eroare |
| SB-II-m-A-12350                        | Biserica „Buna Vestire”-Streza Cârțișoara                                              | sat Cârțișoara; comuna Cârțișoara          | Str. Bisericii 168 | 1818 - 1821                                    | Alte imagini          | Raportează eroare |
| SB-II-m-A-12351                        | Biserica „Sf. Nicolae”-Oprea Cârțișoara                                                | sat Cârțișoara; comuna Cârțișoara          | Str. Principală 300 | 1806                                           | Alte imagini          | Raportează eroare |
| SB-II-a-A-12352 (RAN: 144465.02)       | Ansamblul bisericii evanghelice fortificate                                            | sat Chirpăr; comuna Chirpăr                | 43 45.89333°N 24.59722°E | sec. XIII-XIX                                  | Alte imagini          | Raportează eroare |
| SB-II-m-A-12352.01 (RAN: 144465.02.02) | Biserica evanghelică fortificată                                                       | sat Chirpăr; comuna Chirpăr                | 43 45.89333°N 24.59722°E | sec. XIII, cca. 1500; 1800 - 1850              | Alte imagini          | Raportează eroare |
| SB-II-m-A-12352.02 (RAN: 144465.02.01) | Incintă fortificată și zwinger (fragmente)                                             | sat Chirpăr; comuna Chirpăr                | 43 | sec. XVI                                       |                       | Raportează eroare |
| SB-II-m-B-12353                        | Biserica „Înălțarea Domnului”                                                          | sat Chirpăr; comuna Chirpăr                | Str. Bisericii 189 45.88982°N 24.59698°E | 1844, transf. 1899                             |                       | Raportează eroare |
| SB-II-a-A-12358 (RAN: 143753.01)       | Ansamblul bisericii evanghelice „Sf. Mihail”                                           | sat aparținător Cisnădioara; oraș Cisnădie | Pe dealul de la limita sudică a satului 45.70277°N 24.11194°E | sec. XII - XIII                                | Alte imagini          | Raportează eroare |
| SB-II-m-A-12358.01 (RAN: 143753.01.02) | Biserica evanghelică „Sf. Mihail”                                                      | sat Cisnădioara; oraș Cisnădie             | Pe dealul de la limita sudică a satului 45.70264°N 24.11238°E | 1176 - 1223                                    |                       | Raportează eroare |
| SB-II-m-A-12358.02 (RAN: 143753.01.01) | Incintă fortificată                                                                    | sat Cisnădioara; oraș Cisnădie             | Pe dealul de la limita sudică a satului 45.70325°N 24.11227°E | sec. XIII                                      |                       | Raportează eroare |
| SB-II-m-A-12358.03 (RAN: 143753.01.03) | Turn exterior (est) - fragment                                                         | sat Cisnădioara; oraș Cisnădie             | Pe dealul de la limita sudică a satului 45.70305°N 24.11244°E | sec. XIII                                      |                       | Raportează eroare |
| SB-II-a-A-12359                        | Ansamblul rural „Centrul istoric”                                                      | sat aparținător Cisnădioara; oraș Cisnădie | La N: de la intersecția cu str. Konrad, nr. 4 și 278, spre biserica fortificată ambele fronturi; La E: str. Cisnădiei, ambele fronturi până la intersecția cu str. Grădinilor, str. Sub Cetate ambele fronturi; La S: str. Râului ambele fronturi; La V: pe malul râului până la intersecția cu str. Salond, în dreptul numerelor 89 și 189, pestr. cu cimitirul evanghelic până la intersecția cu str. Izvorului, str. Izvorului ambele laturi | sec. XVIII - XIX                               |                       | Raportează eroare |
| SB-II-m-B-12360 (RAN: 143753.02)       | Biserica evanghelică                                                                   | sat Cisnădioara; oraș Cisnădie             | Str. Cistercienilor 54 45.70431°N 24.10976°E | sec. XV (turn),1764 (biserica)                 | Alte imagini          | Raportează eroare |
| SB-II-m-A-12361                        | Biserica „Tăierea Capului Sf. Ioan Botezătorul”                                        | sat Colun; comuna Porumbacu de Jos         | f.n. | 1811                                           | Încarcă foto \| video | Raportează eroare |
| SB-II-a-B-12362                        | Ansamblul rural „Centrul istoric, cu piața bisericii evanghelice”                      | sat Copșa Mare; comuna Biertan             | Între 21-57, 87-159, 199-246 | sec. XVIII - XIX                               |                       | Raportează eroare |
| SB-II-m-B-12363                        | Casa parohială evanghelică                                                             | sat Copșa Mare; comuna Biertan             | 237 | 1826                                           | Încarcă foto \| video | Raportează eroare |
| SB-II-a-A-12364 (RAN: 144214.01)       | Ansamblul bisericii evanghelice fortificate                                            | sat Copșa Mare; comuna Biertan             | 237 46.13361°N 24.55055°E | mijl. sec. XIV - sec. XVIII                    | Alte imagini          | Raportează eroare |
| SB-II-m-A-12364.01                     | Biserica evanghelică fortificată                                                       | sat Copșa Mare; comuna Biertan             | 237 | mijl. sec. XIV, transf. 1510, 1519, 1797       |                       | Raportează eroare |
| SB-II-m-A-12364.02                     | Incintă fortificată                                                                    | sat Copșa Mare; comuna Biertan             | 237 | cca. 1519                                      |                       | Raportează eroare |
| SB-II-m-B-20923.48                     | Linie ferată îngustă                                                                   | sat Cornățel; comuna Roșia                 | Între km 85+689-89+104 | 1898 - 1910                                    | Încarcă foto \| video | Raportează eroare |
| SB-II-m-B-20923.49                     | Podeț metalic 15,75 m                                                                  | sat Cornățel; comuna Roșia                 | La km 85+812 | 1898 - 1910                                    | Încarcă foto \| video | Raportează eroare |
| SB-II-m-B-20923.50                     | Stația Cornățel (gară, canton, district, cântar, turn de apă)                          | sat Cornățel; comuna Roșia                 | La km 86+138 | 1898 - 1910                                    |                       | Raportează eroare |
| SB-II-m-B-20923.71                     | Linie ferată îngustă-ramificație (Linia Vânătorilor)                                   | sat Cornățel; comuna Roșia                 | Între km 0-0+890 | 1898 - 1910                                    | Încarcă foto \| video | Raportează eroare |
| SB-II-m-B-20923.07                     | Linie ferată îngustă                                                                   | sat Coveș; oraș Agnita                     | Între km 50+310-53+157 | 1898 - 1910                                    | Încarcă foto \| video | Raportează eroare |
| SB-II-m-B-20923.08                     | Stație Agnita (gară, depozit, grup sanitar)                                            | sat Coveș; oraș Agnita                     | La km 51+076 | 1898 - 1910                                    | Încarcă foto \| video | Raportează eroare |
| SB-II-m-B-20923.09                     | Podeț metalic 6 m                                                                      | sat Coveș; oraș Agnita                     | La km 51+540 | 1898 - 1910                                    | Încarcă foto \| video | Raportează eroare |
| SB-II-m-B-20923.10                     | Halta Coveș                                                                            | sat Coveș; oraș Agnita                     | La km 52+355 | 1898 - 1910                                    | Încarcă foto \| video | Raportează eroare |
| SB-II-m-B-20916                        | Casa Drothlef                                                                          | sat Cristian; comuna Cristian              | Str. IV 10 | sec. XVIII                                     | Încarcă foto \| video | Raportează eroare |
| SB-II-m-B-12368 (RAN: 143496.03)       | Casă, azi Muzeul Sătesc                                                                | sat Cristian; comuna Cristian              | Str. IV 27 45.78656°N 24.02983°E | sec. XVIII                                     | Alte imagini          | Raportează eroare |
| SB-II-a-A-12369                        | Ansamblul bisericii evanghelice fortificate                                            | sat Cristian; comuna Cristian              | Str. X 44 | sec. XIII - XVIII                              | Alte imagini          | Raportează eroare |
| SB-II-m-A-12369.01                     | Biserica evanghelică                                                                   | sat Cristian; comuna Cristian              | Str. X 44 | sec. XIII,1480 - 1495 (transf.), sec. XVIII    |                       | Raportează eroare |
| SB-II-m-A-12369.02                     | Incintă fortificată interioară (fragmente)                                             | sat Cristian; comuna Cristian              | Str. X 44 | cca. 1500                                      | Încarcă foto \| video | Raportează eroare |
| SB-II-m-A-12369.03                     | Turnul Octogonal                                                                       | sat Cristian; comuna Cristian              | Str. X 44 | cca. 1580                                      |                       | Raportează eroare |
| SB-II-m-A-12369.04                     | Incintă fortificată exterioară, cu trei turnuri, poartă                                | sat Cristian; comuna Cristian              | Str. X 44 | cca. 1500                                      |                       | Raportează eroare |
| SB-II-m-A-12369.05                     | Zwingerele cu casa parohială evanghelică                                               | sat Cristian; comuna Cristian              | Str. X 44 | cca. 1550                                      | Încarcă foto \| video | Raportează eroare |
| SB-II-m-B-12370 (RAN: 143496.04)       | Biserica „Buna Vestire”                                                                | sat Cristian; comuna Cristian              | Str. XIII 6 | 1790                                           | Alte imagini          | Raportează eroare |
| SB-II-a-A-12371 (RAN: 144571.01)       | Ansamblul bisericii evanghelice fortificate                                            | sat Curciu; comuna Dârlos                  | 184 46.24222°N 24.40611°E | sec. XV - XIX                                  | Alte imagini          | Raportează eroare |
| SB-II-m-A-12371.01 (RAN: 144571.01.01) | Biserica evanghelică                                                                   | sat Curciu; comuna Dârlos                  | 184 | sec. XIV, 1810 - 1814 (transf.)                | Alte imagini          | Raportează eroare |
| SB-II-m-A-12371.02 (RAN: 144571.01.02) | Incintă fortificată, cu turn de poartă și capelă                                       | sat Curciu; comuna Dârlos                  | 184 | sec. XVI                                       |                       | Raportează eroare |